# Демня (Львовская область)
Демня (укр. Демня, в 1946—1989 г. — Димовка) — село в Тростянецкой сельской общине Стрыйского района Львовской области Украины.
Население по переписи 2001 года составляло 1602 человека. Занимает площадь 12,97 км². Почтовый индекс — 81613. Телефонный код — 3241.

## Известные уроженцы
- Янов, Трифон (1888—1919) — украинский военный деятель, генерал-хорунжий Армии УНР.